# Јован Куртовић
Јован Куртовић, краће Јово, Giovanni Curtovich, (Зачула, 1718. — Трст, 12. август 1809) био је угледни српски трговац и народно-црквени добротвовор из Трста.

## Каријера
Из трговачке породица Куртовић, која је тада живјела у селу Зачула, у Требињској шуми, бирани су сеоски кнезови тог краја. Хабзбуршки цар Карло VI је почетком 18. вијека прогласио Трст за слободну луку и то је утицало да у Трст доселе и неки Срби поморци, трговаци и занатлије из Боке, Херцеговине и Босне. Тако су Куртовићи из Зачуле, који су се до тада бавили трговином у требињском и дубровачком крају, одлучили да свој посао развију у Трсту. Јован је са своја три брата, Ристом, Цветком и Лазаром, одселио 1748. године у Трст. У родном крају је остао само брат Симеон, који је касније као јеромонах био у манастиру Дужи.
У Трсту је Јован успјео да развије бизнис. Поред трговине, закупљивао је бродове (први брод је купио 1766. године) и организовао превоз разне робе из тршћанске луке. Браћа су му били сарадници у Прагу, Смирни и Бечу, а трговали су и са Скадром, Одесом, Петроградом, Пештом и црноморским лукама. Посједовали су неколико стамбених зграда (најпознатија је палата Куртовића, поред српске цркве) и више радњи у Трсту. Временом постаје један од најмоћнијих трговаца у граду са великим угледом, посебно међу тршћанским Србима. Са пријатељем Ферпортеном увео је прву бродску линију од Трста до Сјеверне Америке. Прва пловидба на релацији Трст - Филаделфија остварена је 1782. године.
Гувернадур Јован Радоњић је у тестаменту од 4. јануара 1804. неколико пута споменуо господина Куртовића из Тријешћа (Трста). Јованова четири сина су код Куртовића имала 1000 цекина у муниду. Радоњић и Јован Куртовић су финанцијски сарађивали.

## Црквени и народни добротвор
Срби и Грци су 1751. заједно почели градити цркву Светог Спиридона. Јован је донирао 40.000 форинти. У другом сазиву управе Православне црквене опћине, 1757. године, за предсједника је изабран Јован Куртовић. Због несугласица са Грцима, Јован Куровић је као члан српске делегације отпутовао у Беч, да надлежне упознају са проблемом. Цар Франц II је одлучио да Срби исплате Грке за њихов удјел у изградњи цркве и од 1782. црква постаје само српска. Из старе цркве су у нову српску цркву у Трсту, која је саграђена на темељима старе 1885. године, на тргу Понте Росо, на ободу Канала Гранде, пренешена два свијећњака, која је 1763. године поклонио цркви Јован Куртовић. Они су до данас сачувани и налазе се у цркви. Помагао је, преко свога брата Симеона, и манастир Дужи. Ту су његовим новцем изграђене двије зграде, виноград, а на Требишњници код села Биоча је изграђен млин. До данас су у цркви манастира Дужи сачувана два свијећњака, израђена у Венецији, које је Јован 1777. поклонио манастиру. Слао је помоћ устаницима у Србији, заједно са осталим Србима, с краја 18. и почетка 19. вијека.
Био је један од добротвора храма Светог Николе у Ријеци.

## Покровитељ просвјете
Његовим ангажовањем у Трсту је 1782. године отворена српска школа, под називом Српска школа Јован Милетић, на челу са учитељем Василијем Витковићем, који је учио српску дјецу читању, писању, граматици, латинском језику, пјевању и вјеронауци.

## Занимљивости
Јован је доживио дубоку старост. Умро је у 91. години. Из три брака је добио бројно потомство и нико од дјеце га није надживио. Лазар Томановић је наводећи (некада) утицајне српске породице у Трсту, поред Гопчевића, Квекића и других, навео и Куртовиће. Један од каснијих Куртовића (Никола Лазара Куртовић из Дубровника) био  претплатник на Српско-далматински магазин , а Куртовићи из околине Улциња су се исламизирали и албанизирали, иако су задржали своје презиме. Од њих је најпознатији бивши премијер Косова Аљбин Курти, који је промијенио (десрбизирао и албанизирао) своје презиме, из Куртовић у Курти. Куртовићи су данас припадници више нација: Срби (Требиње), Бошњаци, Хрвати (приморје) и Албанци (крај код Улциња).